# 2-й избирательный округ (Соколов)
2-й избирательный округ (Соколов) — избирательный округ Сената Чехии, расположенный на территории района Соколов, юго-восточной частью района Хеба, ограниченной населёнными пунктами Тепла, Мнихов, Прамени, Марианске-Лазне, Влковице, Овесне Кладрубы, а южной частью района Карловы-Вары и ограниченный населёнными пунктами Тоужим и Отрочин.
В настоящий момент округ представляет беспартийный кандидат STAN Мирослав Балатка, избранный на выборах в 2018 году.

## Список представителей округа
| Выборы | Выборы | Сенатор | Сенатор                   | Избирательная партия | Номинирующая партия | Политическая принадлежность | Сайт    |
| ------ | ------ | ------- | ------------------------- | -------------------- | ------------------- | --------------------------- | ------- |
|        | 1996   |         | Иржи Вывадил              | ČSSD                 | ČSSD                | ČSSD                        | Профиль |
|        | 2000   |         | Ян Гадрава                | 4KOALICE             | US                  | US                          | Профиль |
|        | 2006   |         | Павел Часлава             | ODS                  | ODS                 | ODS                         | Профиль |
|        | 2012   |         | Зденек Берка              | ČSSD                 | ČSSD                | ČSSD                        | Профиль |
|        | 2018   |         | Мирослав Балатка          | STAN                 | STAN                | Беспартийный                | Профиль |
|        | 2024   |         | Яна Мрачкова Вилдуметзова | ANO 2011             | ANO 2011            | ANO 2011                    |         |

## Явка избирателей
| Год  | % (1 тур) | % (2 тур) |
| ---- | --------- | --------- |
| 1996 | 23,74     | 23,42     |
| 2000 | 26,58     | 12,84     |
| 2006 | 31,41     | 15,59     |
| 2012 | 27,25     | 10,43     |
| 2024 | 30,85     | 13,03     |
| 2018 | 27,05     | —         |